# Elektrárna města Žižkova
Elektrárna města Žižkova je zaniklá uhelná elektrárna, která se nacházela východně od Tachovského náměstí mezi ulicí Hartigova a bývalou železniční tratí. Po ukončení provozu byly stavby adaptovány pro jiné účely.

## Historie
Sedm let po otevření Edisonovy první veřejné elektrárny v New Yorku František Křižík naprojektoval a 1. prosince 1889 zprovoznil na Žižkově jednu z prvních městských elektráren a zároveň zavedl do žižkovských ulic jedno z prvních veřejných elektrických osvětlení v Čechách. Elektrárna byla dokončena za necelých 9 měsíců, když o záměru výstavby rozhodlo zastupitelstvo města 27. února 1889. Křižíkovy obloukové lampy a Edisonovy žárovky byly umístěny na silných stožárech ve výšce třetího patra (cca 14 m). Žárovky zde však byly pouze jako nouzové osvětlení pro případ, kdyby obloukovka zhasla; v tom případě automatický přepínač rozsvítil žárovku.
Na stejnosměrnou elektrickou síť o napětí 120 a 240 V (někdy uváděno 60–110 V) se brzy připojily první obchody a domácnosti. První rok bylo v ulicích rozmístěno 16 obloukových lamp a 600 žárovek, z nich většina v obchodech a domácnostech. Za rok se zvýšil počet obloukovek na 250, počet žárovek na 300 v ulicích a přes 1200 žárovek u soukromých odběratelů.
Zpočátku měla elektrárna pouze jeden parní stroj o výkonu 60 HP, který přes lanový převod poháněl dvě dynama. Stroje byly v provozu pouze ve večerních hodinách, v noci bylo osvětlení zajištěno napájením z akumulátoru o kapacitě 375 Ah. Od roku 1898 již elektrárna pracovala v nepřetžitém režimu, což bylo umožněno zrovnoměrněním odběru v průběhu dne vlivem zavádění elektrických spotřebičů u živnostníků a v továrnách. V roce 1910 elektřinu vyráběly dva parní stroje o výkonech 200 HP a jeden 500 HP a počet dynam se zvýšil o osm.
V roce 1912 byly v budově elektrárny instalovány usměrňovače za účelem přeměny střídavého proudu z holešovické elektrárny na stejnosměrný. Elektrárna byla v provozu až do roku 1926, kdy byly technologie odvezeny.
Prvním ředitelem elektrárny byl Ing. Pavel Bauše (1856–1937), od roku 1895 až do svého jmenování řádným profesorem ČVUT v roce 1920 Emil Navrátil. 
Po skončení provozu
Východní část areálu byla přestavěna na tržnici, ve které v současnosti[kdy?] sídlí hudební klub.